# Tribalus yamauchii
Tribalus yamauchii är en skalbaggsart som beskrevs av Ôhara 1999. Tribalus yamauchii ingår i släktet Tribalus och familjen stumpbaggar. Inga underarter finns listade i Catalogue of Life.